# Secrets of the Mountain
Secrets of the Mountain ist ein amerikanischer Fernseh-Abenteuerfilm, der am 16. Mai 2010 auf dem Sender NBC gesendet wurde. Die Geschichte des Films dreht sich um eine Anwältin, die zusammen mit ihren drei Kindern das Geheimnis eines Berges erforscht.

## Handlung
Dana James ist eine geschiedene Anwältin, die drei Kinder (Jade, Jake und Maddie) großzieht. Als kleines Mädchen lebte sie bei ihrem Onkel, dem Archäologen und Abenteurer Henry Beecham. Während ihrer College-Zeit wurde Henry jedoch getötet, als sein früherer Assistent Nigel Fowler ihn mit dem Auto über eine Klippe drängte.
Nach ihrer Scheidung stürzte Dana sich in die Arbeit, wodurch sie nur noch wenig Zeit für ihre Kinder hat. Als sie einen Brief mit einem Kaufangebot für einen Berg, der Onkel Henry gehört hatte, erhält, beschließt sie kurzerhand, das Angebot anzunehmen und einen Familienausflug mit den Kindern zum alten Haus ihres Onkels in Tesla Falls zu machen. In Tesla Falls lernt sie den Anwalt Tom Kent kennen und die beiden verstehen sich auf Anhieb.
Im Haus ihres Onkels erwartet sie bereits eine Überraschung: Onkel Henry. Es stellt sich heraus, dass er damals nicht gestorben und seitdem unter falschem Namen in der Welt herumgereist ist. Er klärt sie und die Kinder über Fowler und den Berg auf: Der Berg soll, so seine Theorie, der Ursprungsort der Azteken gewesen sein. Der Azteken-Herrscher Montezuma sandte einst tausend Krieger und eine Goldmaske auf eine Reise zu diesem Ursprungsort, wo sie in dem von Höhlen und Tunneln durchzogenen Berg einen Tempel erbauten. Henry hatte dies schon damals vermutet, als er jedoch einen Hinweis auf alte Aufzeichnungen bekam, die zur Lösung des Geheimnisses des Berges beitragen könnten, versuchte Fowler, Henry aus dem Weg zu räumen und ihm zuvorzukommen. Es gelang ihm damals jedoch nicht. Jetzt versucht Fowler erneut, an die Schätze des Berges zu gelangen, denn das Kaufangebot stammt von Fowler selbst.
Doch es bleiben noch fünf Tage, bis der Verkauf endgültig abgeschlossen ist, und sie beschließen, diese Zeit zu nutzen, um das Geheimnis des Berges zu ergründen. Bei einer ersten Erkundung finden sie aztekische Symbole, die Hinweise auf den Eingang sind und beschließen, die Suche am nächsten Tag fortzusetzen. Dann taucht jedoch überraschend Fowler auf und bedroht Dana und ihre Kinder. Aus Angst um die Sicherheit der Kinder beschließt Dana deshalb, am Morgen nach Hause zurückzufahren. Als Jake und Jade in der Nacht während eines Streits eines von Henrys Büchern beschädigen, finden sie eine im Einband versteckte Karte des Berginneren. Doch da laut der Karte die ersten Lichtstrahlen des Tages den Ort des Eingangs verraten, brechen sie noch in der Nacht auf eigene Faust zum Berg auf. Dort angekommen gelingt es ihnen tatsächlich, den Eingang zu finden. Als Dana und Maddie frühmorgens ihr Verschwinden bemerken, folgen sie ihnen zum Berg.
Gemeinsam betreten sie den Berg und finden sich nach einem Sturz in eine Fallgrube und einer Rutschpartie tief im Inneren des Berges wieder. Währenddessen erwacht auch Henry und macht sich mit Tom auf den Weg zum Berg. Dort hat inzwischen Fowler ebenfalls den Eingang entdeckt und verwischt die Spuren, die die Kinder hinterlassen haben, so dass Henry und Tom den Eingang nicht finden können. Da sie nicht auf das Licht des nächsten Tagesanbruchs warten wollen, machen sich die beiden auf die Suche nach einem zweiten Luftschacht ins Innere.
Im Inneren des Berges entdecken Dana und die Kinder eine Gruft mit Überresten der Azteken-Krieger und finden sich bald darauf an einem tiefen Abgrund mit einem uralten, wackeligen Holzsteg wieder. Bevor sie sich hinüber trauen, überrascht Fowler sie und stiehlt die Karte. Dana und die Kinder verfolgen ihn über den einstürzenden Steg, um die Karte wiederzubekommen. Kurz nach ihm erreichen sie eine riesige Höhle, in der sich eine echte unterirdische Azteken-Pyramide befindet. Darin findet Fowler die wertvolle Goldmaske der Azteken, doch bevor er damit fliehen kann, wird er von Dana und den Kindern gestellt. Durch das Entfernen einer Maske wird eine Falle ausgelöst und eine steinerne Falltür droht den Raum zu verschließen. Die Kinder fliehen, doch Fowler stößt Dana gewaltsam beiseite, woraufhin sie benommen liegen bleibt. Es gelingt den Kindern in letzter Sekunde, die Falltür aufzuhalten. Nun stößt Tom zu ihnen, der mit Onkel Henry den zweiten Luftschacht gefunden hat. Während Tom Dana befreit, flieht Fowler durch den Luftschacht und bringt ihn hinter sich zum Einstürzen, bevor er draußen von Henry k. o. geschlagen wird. Gemeinsam gelingt es Henry, Tom, Dana und den Kindern, eine Öffnung im verschütteten Schacht freizulegen, so dass alle aus dem Berg entkommen können, bevor der Schacht endgültig zugeschüttet wird. Als sie jedoch das Freie erreichen, ist Fowler verschwunden.
Nach ihrem Abenteuer entscheidet sich Dana, zusammen mit ihren Kindern zu Onkel Henry nach Tesla Falls zu ziehen. Nicht nur die Kinder und Henry sind davon begeistert, auch Tom freut sich, da es zwischen ihm und Dana gefunkt hat. Obendrein bringt Tom die gute Nachricht, dass der Vertrag rückgängig gemacht werden konnte, so dass Dana weiterhin im Besitz des Berges ist. Und Dana, die mit ihrem stressigen Beruf schon lange nicht mehr zufrieden war, überlegt sich, ob es noch nicht zu spät ist, ihre Kindheitsträume von Abenteuern und Archäologie (die sie nach Henrys angeblichen Tod begraben hatte) wieder zu verfolgen.

## Ausstrahlung
Secrets of the Mountain wurde von NBC am Freitag, den 16. April 2010 von 20 bis 22 Uhr ausgestrahlt. Dort ersetzte der Film die Doku-Serie Who Do You Think You Are?. Mit 7,87 Millionen Zuschauern erreichte die Sendung eine Einschaltquote von 1,4 % und einen Marktanteil von 5 % (siehe Nielsen Ratings) und damit die höchste Gesamtzuschauerzahl des Freitagabends.

## DVD-Veröffentlichung
Eine DVD des Films erschien einen Tag nach der Ausstrahlung exklusiv bei Walmart. Die DVD enthält etwa zwei Stunden Bonus-Material, das auch auf der Website des Films kostenlos abrufbar ist. Daneben ist außerdem eine CD mit dem Soundtrack des Films enthalten.

## Produktion
Der Film wurde vom amerikanischen Einzelhandelskonzern Walmart zusammen mit TeleNext Media (einer Fernsehproduktions-Agentur von Procter & Gamble) produziert. Gedreht und produziert wurde der Film in Kanada. Der Soundtrack des Films wurde vom Musiker Randy Jackson produziert.
Der Film war als Backdoor-Pilotfilm für eine mögliche neue Fernsehserie geplant.